# De bonte dinsdagavondtrein

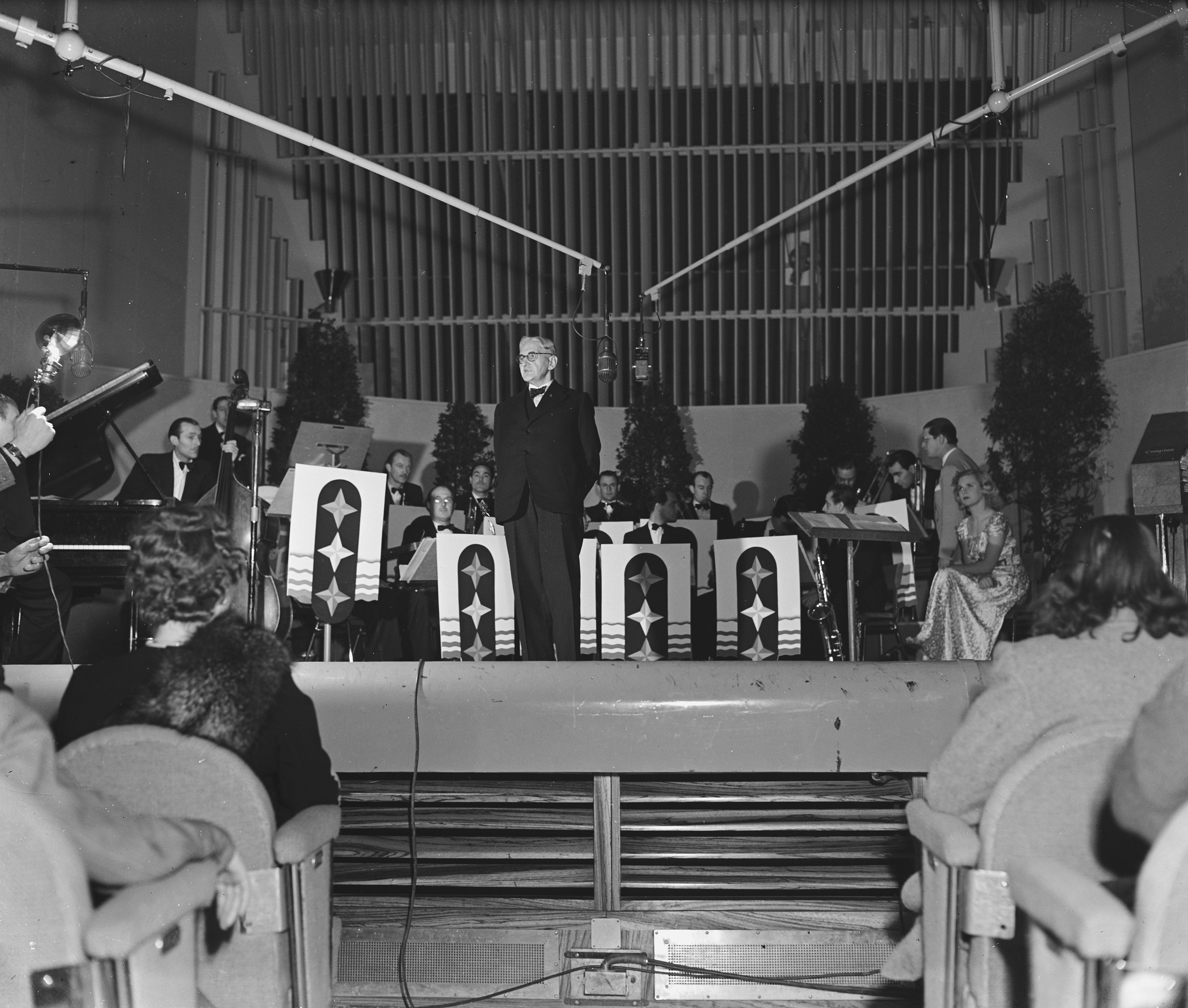
De bonte dinsdagavondtrein in 1946

De bonte dinsdagavondtrein was een Nederlands radioprogramma dat van 1936 tot 1940 en van 1945 tot 1957 door de AVRO werd uitgezonden. Het was een van de populairste programma's uit die dagen en het zorgde voor de eerste landelijke bekendheid van artiesten als Snip & Snap, Bobbejaan Schoepen, Toon Hermans, Rudi Carrell, Bob Scholte, The Three Jacksons, Benny Vreden en Willy Alberti.

## Geschiedenis
De bonte dinsdagavondtrein dankt zijn naam aan drie belangrijke elementen van het programma: het had de vorm van een bonte avond, het werd op dinsdag uitgezonden en het publiek werd per trein naar Hilversum vervoerd en vervolgens door het Philips Fanfareorkest naar de AVRO-studio's begeleid. De vooroorlogse uitzendingen werden gepresenteerd door Guus Weitzel, die steevast in smoking gekleed was. De eerste uitzending vond plaats op 19 mei 1936. De honderdste uitzending vond plaats op 28 februari 1939. Na de oorlog gold vooral radioproducer Frans Muriloff als icoon.
Het programma kwam voort uit de amusementsavonden die de Nederlandse omroepen destijds her en der in het land organiseerden om nieuwe leden te werven. De bonte dinsdagavondtrein was een wat grootser opgezette variant op dergelijke reclame-acties.
In de jaren vijftig gingen ook andere omroepen vergelijkbare showprogramma's maken, zoals Negen heit de klok (KRO), Showboat (VARA) en Studio Steravond (NCRV).